# Портрет Антона Степановича Чаликова
«Портрет Антона Степановича Чаликова» — картина Джорджа Доу и его мастерской из Военной галереи Зимнего дворца.
Картина представляет собой погрудный портрет генерал-майора Антона Степановича Чаликова из состава Военной галереи Зимнего дворца.
Во время Отечественной войны 1812 года генерал-майор Чаликов командовал лейб-гвардии Уланским полком и 1-й бригадой 1-го резервного кавалерийского корпуса, отличился в Бородинском сражении и бою под Чернишней. Во время Заграничных походов 1813 и 1814 годов сражался в Саксонии, Силезии и Франции, отличился в сражениях при Бауцене, Кульме и Фер-Шампенуазе.
Изображён в генеральском мундире лейб-гвардии Уланского полка, введённом в 1812 году, через плечо переброшена Анненская лента с лядуночной перевязью поверх неё. Слева на груди звезда ордена Св. Анны 1-й степени и витишкетный шнур; на шее кресты ордена Св. Георгия 3-го класса и прусских орденов Красного орла 2-й степени и Пур ле Мерит; по борту мундира кресты ордена Св. Владимира 2-й степени и австрийского ордена Леопольда 2-й степени; справа серебряная медаль «В память Отечественной войны 1812 года» на Андреевской ленте и крест баварского Военного ордена Максимилиана Иосифа 3-й степени, под эполетом кисти витишкетного шнура и ниже их из-под лацкана видны звезда ордена Св. Владимира 2-й степени и Кульмский крест. С тыльной стороны картины надписи: Tchalikoff и Geo Dawe RA pinxt. Подпись на раме с ошибкой в фамилии: А. С. Чиликовъ, Генералъ Маiоръ.
Несмотря на то, что 7 августа 1820 года Комитетом Главного штаба по аттестации Чаликов был включён в список «генералов, которых служба не принадлежит до рассмотрения Комитета», фактическое решение о написании его портрета состоялось ранее этой даты: 17 декабря 1819 года Доу получил аванс, а 12 ноября 1820 года ему была выплачена оставшаяся часть гонорара. Портрет принят в Эрмитаж 7 сентября 1825 года.

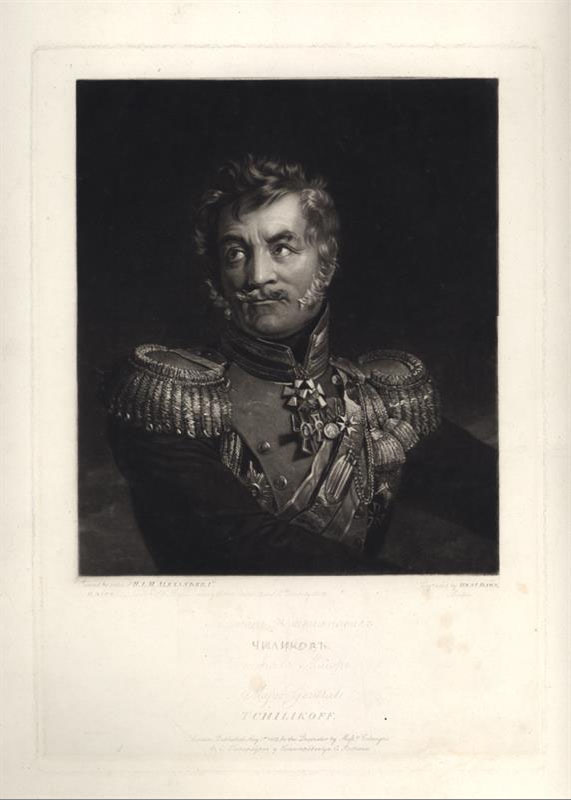
Гравюра Г. Доу с ошибкой в подписи. Суворовский музей

В 1823 году Лондоне фирмой Messrs Colnaghi по заказу петербургского книготорговца С. Флорана была сделана гравюра Г. Доу с указанием даты 1 августа 1823 года — соответственно галерейный портрет был закончен ранее этого времени. В части тиража фамилия напечатана также с орфографической ошибкой — Чиликов / Tchilikov. Отпечаток этой гравюры имеется в собрании Мемориального музея А. В. Суворова (бумага верже, меццо-тинто, 57,2 × 41,8 см, инвентарный № Г-793). Кроме того, в этом же музее имеется живописная копия с галерейного портрета работы неизвестного художника, датируемая первой половиной XIX века (холст, масло, 54,5 × 43,5 см, инвентарный № Ж-191).